# SMC Prefabricate Pentru Construcții
SMC Prefabricate Pentru Construcții, fostă Somaco este o companie producătoare de prefabricate pentru construcții din România.
Compania este controlată de Ștefan Rădulescu, printr-o deținere de 53,05% din totalul acțiunilor, iar West-Mar Logistic deține 37,11% din capital.
Titlurile Somaco se tranzacționează la categoria de bază a pieței Rasdaq, secțiunea XMBS, sub simbolul SOMZ.
În martie 2009, compania și-a schimbat denumirea în SMC Prefabricate Pentru Construcții, după ce a cedat marca Somaco fondului suedez de investiții Oresa Ventures, care a achiziționat trei sucursale ale companiei Somaco.
Oresa a preluat sucursalele Somaco de la Adjud, Buzău și Roman printr-o tranzacție în valoare de 32,5 milioane de euro.
Cifra de afaceri:
- 2008: 59,3 milioane lei[2]
- 2007: 63,2 milioane lei[2]